# The Candlelight Years
The Candlelight Years는 프로그레시브 메탈 밴드 오페스의 초기 음반이자 캔들라이트 레코드를 통해 발매된 Orchid, Morningrise, My Arms, Your Hearse를 담고 있는 박스 세트이다. 비록 이미 발매되거나 재발매된 음반들이지만 이렇게 한 묶음으로 발매된 적은 이 박스 세트가 처음이다. 또한 이 박스 세트를 통해 일본에서 처음으로 음반이  발매가 되었다.
이 박스 세트는 2008년 6월 28일에 발매되었고 접이식의 디지팩 포장으로 판매되었다. 오직 2000장 한정으로 판매되었다. 2009년 8월 25일에 스탠더드 3-디스크 주얼 케이스로 재발매되었Op다.

## 곡 목록

### Orchid
1. "In Mist She Was Standing" (미카엘 오케르펠트, 페테르 린드그렌) – 14:09
2. "Under the Weeping Moon" (미카엘 오케르펠트) – 9:52
3. "Silhouette" (안데르스 노르딘) – 3:07
4. "Forest of October" (미카엘 오케르펠트, 페테르 린드그렌) – 13:04
5. "The Twilight Is My Robe" (미카엘 오케르펠트, 페테르 린드그렌) – 11:03
6. "Requiem" (미카엘 오케르펠트, 안데르스 노르딘) – 1:11
7. "The Apostle in Triumph" (미카엘 오케르펠트, 페테르 린드그렌) – 13:01
8. "Into the Frost of Winter" (보너스 데모 트랙) – 6:20

### Morningrise
1. "Advent" (미카엘 오케르펠트, 페테르 린드그렌) – 13:45
2. "The Night and the Silent Water" (미카엘 오케르펠트, 페테르 린드그렌) – 11:00
3. "Nectar" (미카엘 오케르펠트, 페테르 린드그렌) – 10:09
4. "Black Rose Immortal" (미카엘 오케르펠트, 페테르 린드그렌) – 20:14
5. "To Bid You Farewell" (미카엘 오케르펠트, 페테르 린드그렌) – 10:57
6. "Eternal Soul Torture" (보너스 데모 트랙) (미카엘 오케르펠트, 페테르 린드그렌) – 8:35

### My Arms, Your Hearse
1. "Prologue" (오페스) – 1:01
2. "April Ethereal" (오페스) – 8:41
3. "When" (오페스) – 9:14
4. "Madrigal" (오페스) – 1:26
5. "The Amen Corner" (오페스) – 8:43
6. "Demon of the Fall" (오페스) – 6:13
7. "Credence" (오페스) – 5:26
8. "Karma" (오페스) – 7:52
9. "Epilogue" (오페스) – 3:59
10. "Circle of the Tyrants" (보너스 셀틱 프로스트 커버) (셀틱 프로스트) – 5:12
11. "Remember Tomorrow" (보너스 아이언 메이든 커버) (아이언 메이든) – 5:00

## 참여 인원

### Orchid, Morningrise
- 미카엘 오케르펠트 - 보컬, 기타, 어쿠스틱 기타
- 페테르 린드그렌 - 기타, 어쿠스틱 기타
- 요한 데 파르팔라 - 베이스 기타, 백 보컬
- 안데르스 노르딘 - 드럼, 퍼커션, 피아노

### My Arms, Your Hearse
- 미카엘 오케르펠트 - 보컬, 기타, 베이스 기타
- 페테르 린드그렌 - 기타
- 마르틴 로페스 - 드럼
- 프레드리크 노르드스트룀 - 엔지니어링, 프로듀싱, 해먼드 오르간 (트랙 "Epilogue)
- 안데르스 프리덴 - 공동 프로듀싱